# Tidaholms köping
Tidaholms köping var en tidigare kommun i Skaraborgs län. 

## Administrativ historik
Köpingskommunen Tidaholms köping bildades 1895 genom en utbrytning ur Agnetorps landskommun. Köpingen ombildades 1910 till Tidaholms stad.
Köpingen hörde i kyrkligt hänseende till Tidaholms församling från 1900, Agnetorps församling dessförinnan.